# 臭化タングステン(VI)
臭化タングステン(VI)(Tungsten hexabromide)は、タングステンと臭素からなる化合物で、化学式はWBr6である。air-sensitiveな濃い灰色の粉末で、200℃以上で臭化タングステン(V)(WBr5)と臭素に分解する。

## 合成と反応

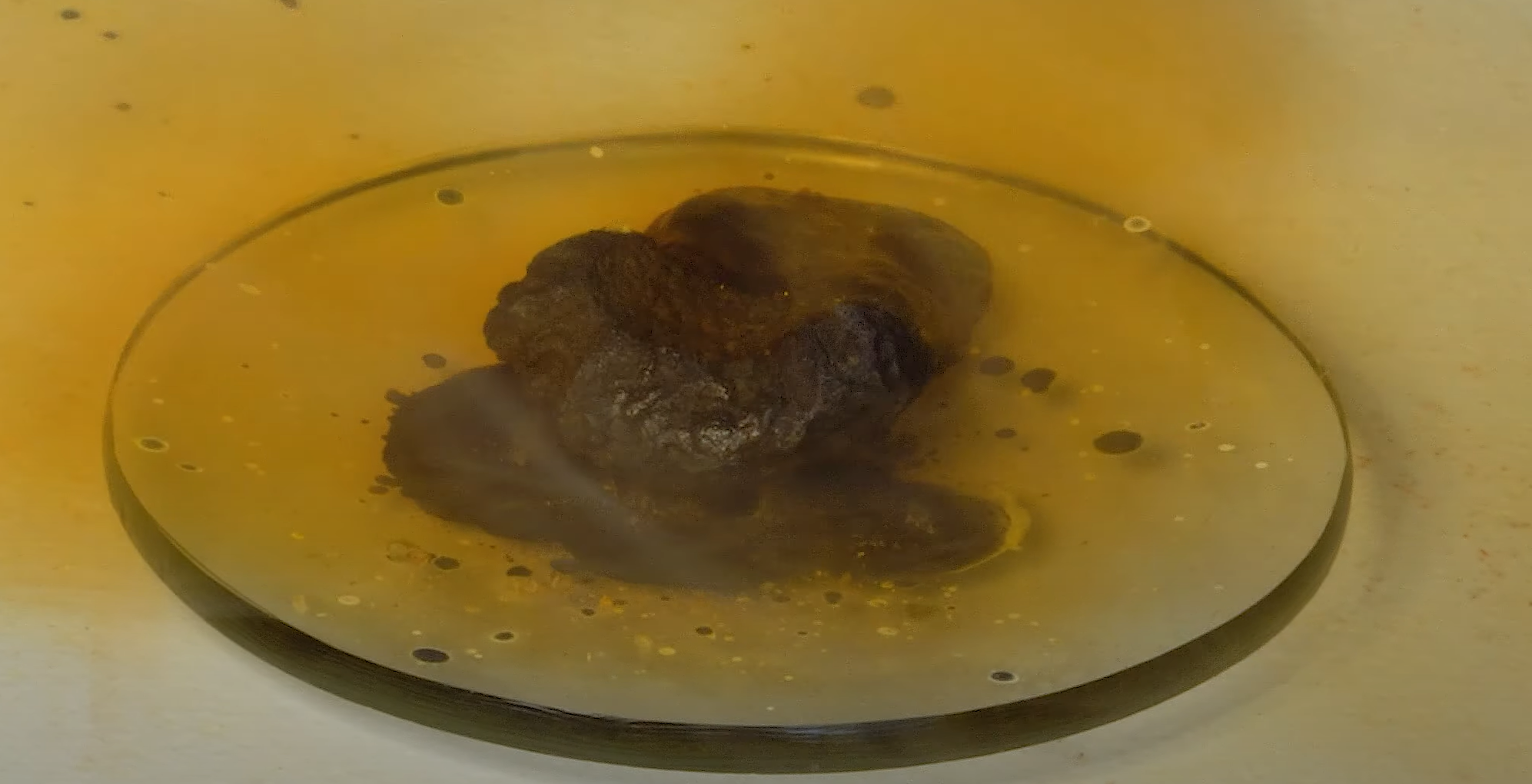
W(CO)_{6}とBr_{2}の反応によるWBr_{6}の合成

主に、金属タングステンと臭素を窒素大気中100℃以上に加熱して反応させることで合成する。
W + 3 Br2 → WBr6
他には、ヘキサカルボニルタングステンと臭素を室温で反応させ、一酸化炭素を遊離させる方法がある。三臭化ホウ素と塩化タングステン(VI)のメタセシス反応でも得られる。
臭化タングステン(VI)は、上昇温度中、アンチモン元素による還元により、順次、WBr6、WBr4、W4Br10、W5Br12が生成し、最終的に350℃でWBr2ができる。この反応で、副産物として三臭化アンチモンが生成する。これらの臭化物は、160℃での臭素による酸化で、六臭化物に戻る。
臭化タングステン(VI)は、水中で加水分解し、臭素を遊離して酸化タングステン(V)を生成する。
WOBr4は、臭化タングステン(VI)と酸化タングステン(VI)の反応で生成する。
2 WBr6 + WO3 → 3 WOBr4
臭化タングステン(VI)の三方晶結晶構造は、孤立したWBr6八面体からなり、α-WCl6と同じ構造である。